# 羅理基博士大馬路
羅理基博士大馬路 （葡萄牙語：Avenida do Dr. Rodrigo Rodrigues）是一條位於澳門半島新口岸北部邊緣的道路，依東望洋山山勢而建。西起葡京路、賈羅布大馬路、嘉思欄馬路之交界，往東北方至回力酒店（前回力球場）後右轉至友誼大馬路止，全長1470米。
以第109任澳門總督羅理基（或羅德禮）命名。周圍早期是菜地。東西兩則在1980年代開始發展。中間路段南側建成了何賢公園 （中間為何賢公園迴旋處，下有行車隧道，上有中葡友好紀念物「東方拱門」）。松山隧道與南光大廈之間的土地一直未有開發。惟2006年政府廢除原有的對東望洋山周圍建築高度的限制，觸發了社會對政府保育政策緩慢的不滿。

## 重要地點

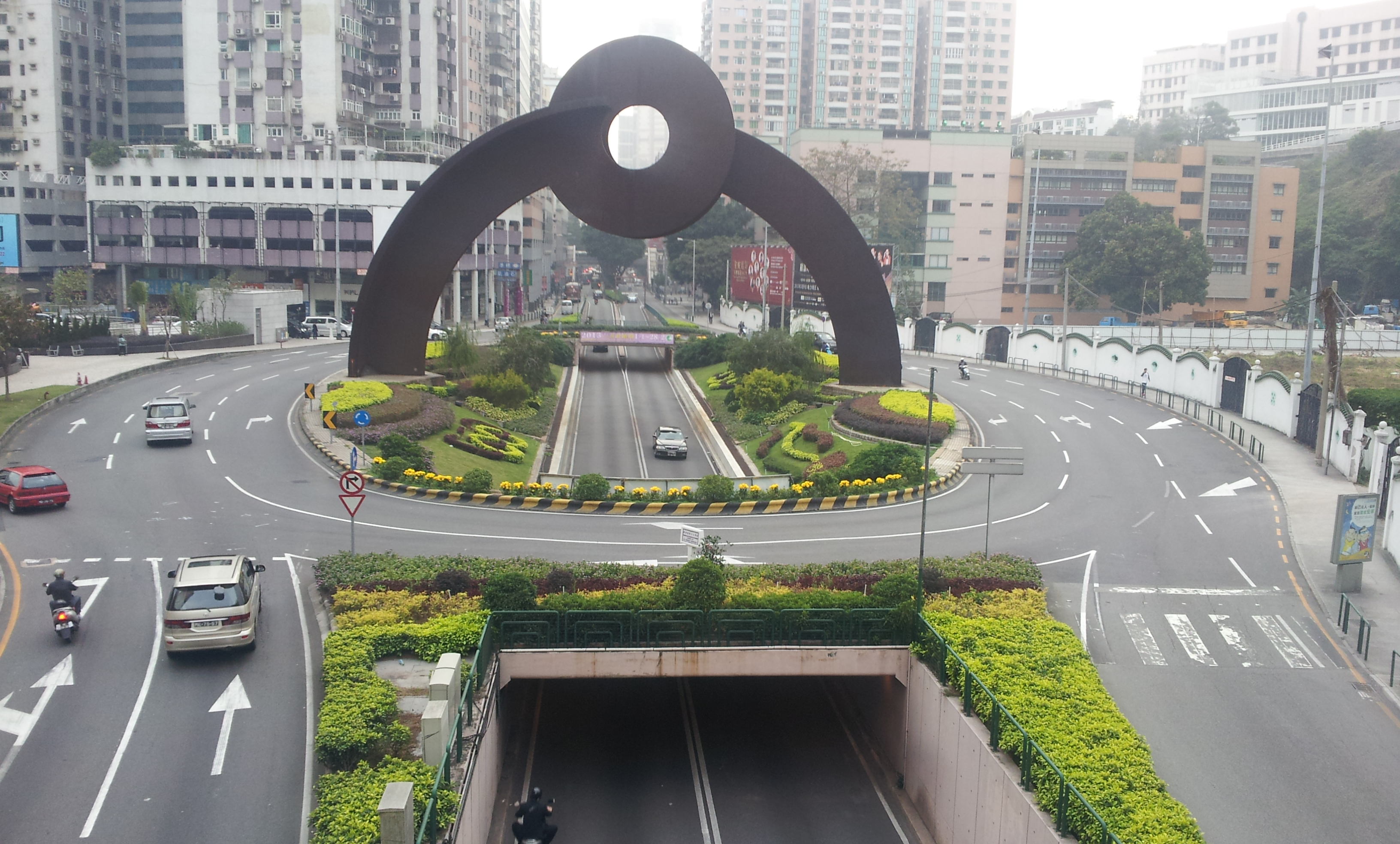
東方拱門

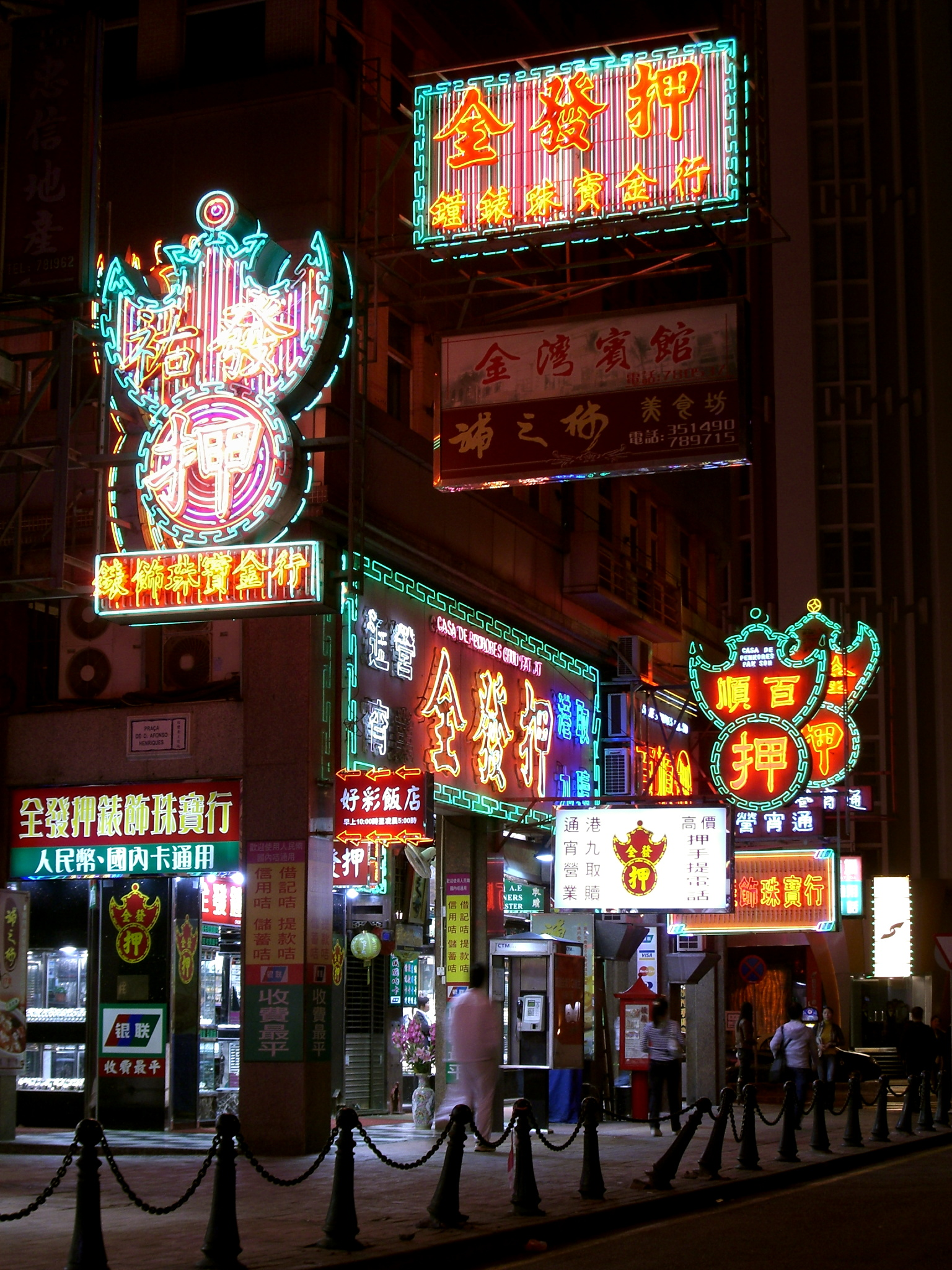
羅理基博士大馬路西端的當舖

### 北面 （西至東）
- 南光大廈 （澳門電台和澳門中國旅行社所在）
- 澳門培道中學
- 澳門藝術花園
- 聖羅撒英文中學
- 中央人民政府駐澳門特別行政區聯絡辦公室
- 檢察院大樓
- 水塘馬路
- 松山隧道出口行車天橋
- 環松山步行系統

### 南面 （西至東）
- 富豪酒店
- 治安警察局新口岸警司處
- 澳門中華總商會大樓
- 澳門新口岸智選假日酒店
- 何賢公園及何賢公園停車場
- 龍成大廈
- 解放軍駐澳部隊總部大廈
- 澳門理工大學
- 澳門綜藝館
- 外交部駐澳特派員公署
- 馬六甲街停車場
- 皇家金堡酒店
- 回力酒店
- 十月一號前地
- 佛山街
- 加思欄馬路
- 南灣大馬路

## 街景
- 鄰近葡京酒店
- 中聯辦門外